# Squaliolus
Squaliolus — рід акул з родини Змієподібні акули ряду Катраноподібні. Має 2 види.

## Опис
Це найменші акули у світі. Загальна довжина представників цього роду коливається від 22 до 28 см. Самиця більша за самця. Голова товста. Морда довга, цибулеподібна. Ніс помірно загострений. За розміром очей різняться види цієї акули. Верхній край очниці зігнутий або прямий. Біля ніздрів є невеликі шкіряні складки. Рот з тонкими, гладенькими губами. На верхній щелепі є від 20 до 31 маленьких, шилоподібних зуба, на нижній — від 16 до 23 великих, гострих, трикутних зуба. У неї 5 пар маленьких зябрових щілин. Тулуб подовжений, веретеноподібний. Шкіряна луска пласка, позбавлена зубчиків та хребців. Має 2 спинних плавця. На передньому маленькому спинному плавці є невелика рудиментарна колючка (переважно у самця). Задній плавець низький та ширше переднього у 2 рази. Анальний плавець відсутній. Хвіст вузький. Хвостовий плавець широкий, веслоподібної форми. Обидві лопаті добре розвинені. На череві багато ділянок, що світяться.
Забарвлення від темно-коричневого до чорного.

## Спосіб життя
Це глибоководні акули. Тримаються на глибинах до 2000 м. Вдень перебувають на великій глибині, вночі підіймаються до поверхні. Живляться костистими рибами та ракоподібними.
Це яйцеживородні акули. Самиці народжують до 10 акуленят.

## Розповсюдження
Мешкають у теплих та поміркованих водах Індійського, Тихого та Атлантичного океанів.

## Види
- Squaliolus aliae
- Squaliolus laticaudus